# 石川県道20号小松加賀線
石川県道20号小松加賀線（いしかわけんどう20ごう こまつかがせん）とは、石川県小松市と加賀市を結ぶ主要地方道（石川県道）である。

## 概要
小松市と加賀市を往来する道路は多岐に及ぶが、当県道は日本海沿いに両市を結ぶ。起点の城南町南交差点から西進する。左手には小松空港および周辺施設、駐車場が、右手には石川県立航空プラザがそれぞれ見られる。北陸自動車道安宅パーキングエリア（2008年にスマートIC化により接続）、小松ウオール工業やコマニーなどが立ち並ぶ工業団地（小松鉄工団地）を経ながら、北陸自動車道と並行するように海岸沿いを走り、加賀市に入る。北陸自動車道片山津インターチェンジ、新堀川の汐見橋詰交差点、篠原北交差点を経て、宮地町南交差点で西へ折れる。その後、同市小塩辻町、高尾町の丘陵地を経て、終点の畑町北交差点に至る。
小松空港や近郊の安宅の関と加賀市大聖寺地区を結ぶほか、終点より石川県道19号橋立港線を経て大聖寺南町で接続する国道305号や福井県道・石川県道5号福井加賀線を経て、福井県あわら市、坂井市方面の観光スポット（芦原温泉や東尋坊、越前海岸など）へのアクセスなっており、「小松空港」や「あわら」と書かれた後付けの案内標識がルート上でしばしば見られる。

### 路線データ
- 起点：石川県小松市城南町77番2地先（城南町西交差点、国道360号上、石川県道25号金沢美川小松線・石川県道295号小松加賀自転車道線交点）
- 終点：石川県加賀市豊町ハ3番1地先（畑町北交差点、石川県道19号橋立港線交点）

## 歴史
- 1972年（昭和47年）3月21日：現路線と現・石川県道25号金沢美川小松線とを合わせた区間を「金沢小松加賀線」として認定。
- 1982年（昭和57年）10月5日：「金沢小松加賀線」を廃止。廃止区間を分割した現路線を認定。
- 1993年（平成5年）5月11日 - 建設省（現・国土交通省）から、主要県道小松加賀線が小松加賀線として主要地方道に再指定される[1]。
- 2008年（平成20年）3月23日：小松市日末町の北陸自動車道・安宅パーキングエリアに、スマートインターチェンジを社会実験として設置（安宅スマートIC）し、接続する[2]。
- 2008年（平成20年）4月1日：国道360号の経路変更に伴い、城南町南交差点 - 空港西口交差点の区間が国道360号と重複する。

## 路線状況

### 重複区間
- 国道360号（小松市城南町・城南町西交差点 - 浮柳橋・空港西口交差点 ）
- 石川県道295号小松加賀自転車道線（加賀市伊切町・汐見橋）

## 地理

### 通過する自治体
- 小松市
- 加賀市

### 交差する道路
- 国道360号・石川県道25号金沢美川小松線・石川県道295号小松加賀自転車道線（小松市城南町・城南町西交差点、起点）
- 国道360号（小松市安宅新町・空港西口交差点）
- 北陸自動車道安宅スマートIC（小松市日末町）
- 石川県道158号日末村松線（小松市浜佐美町）
- 北陸自動車道片山津IC（加賀市伊切町）
- 石川県道39号山中伊切線・石川県道295号小松加賀自転車道線（加賀市伊切町・汐見橋詰交差点）
- 石川県道295号小松加賀自転車道線（加賀市伊切町）
- 石川県道148号小塩潮津線（加賀市篠原町・篠原北交差点）
- 石川県道19号橋立港線（加賀市豊町・畑町北交差点、終点）